# Brauerei Nörvenich

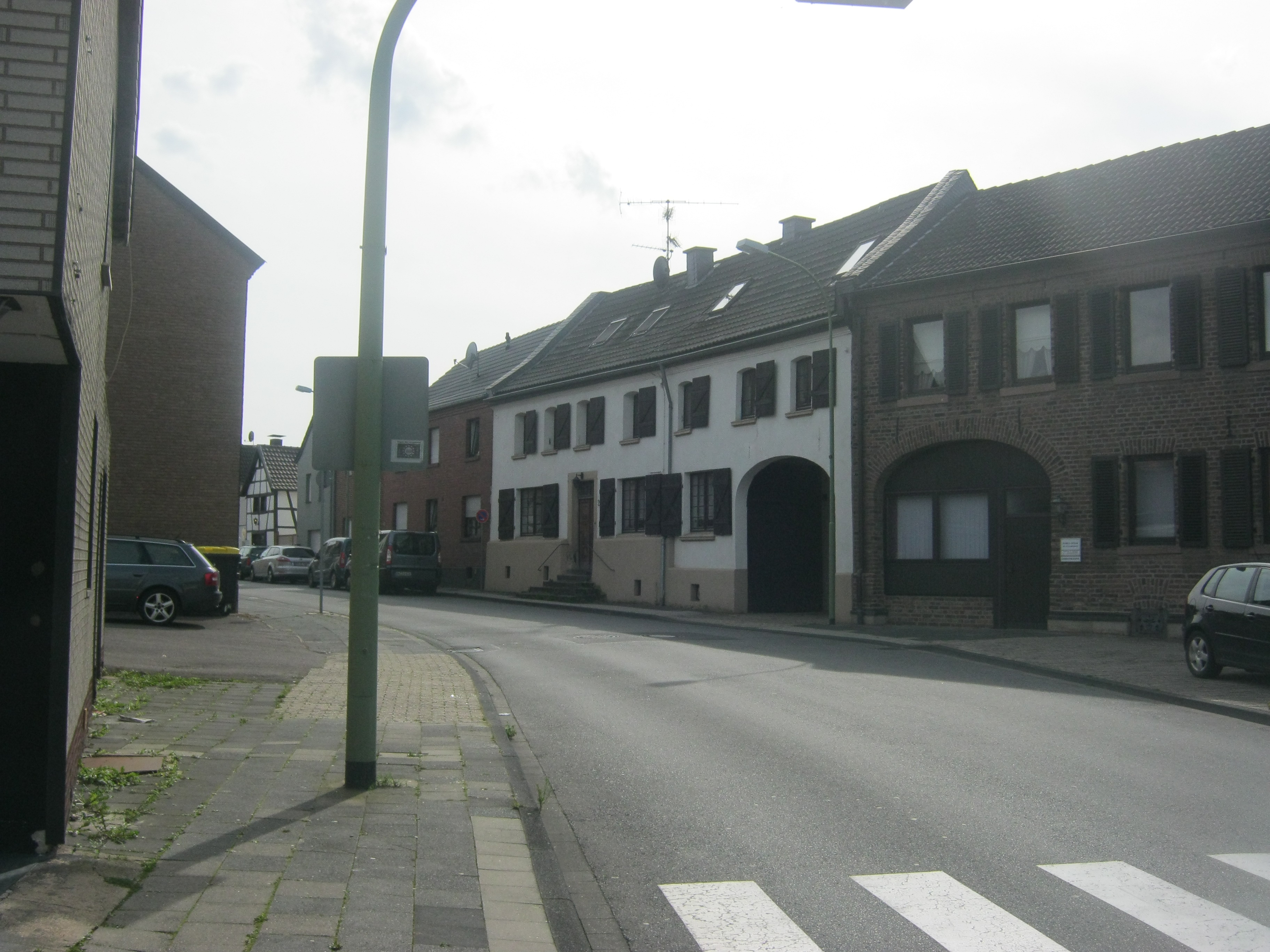
Das weiße Haus ist die Brauerei

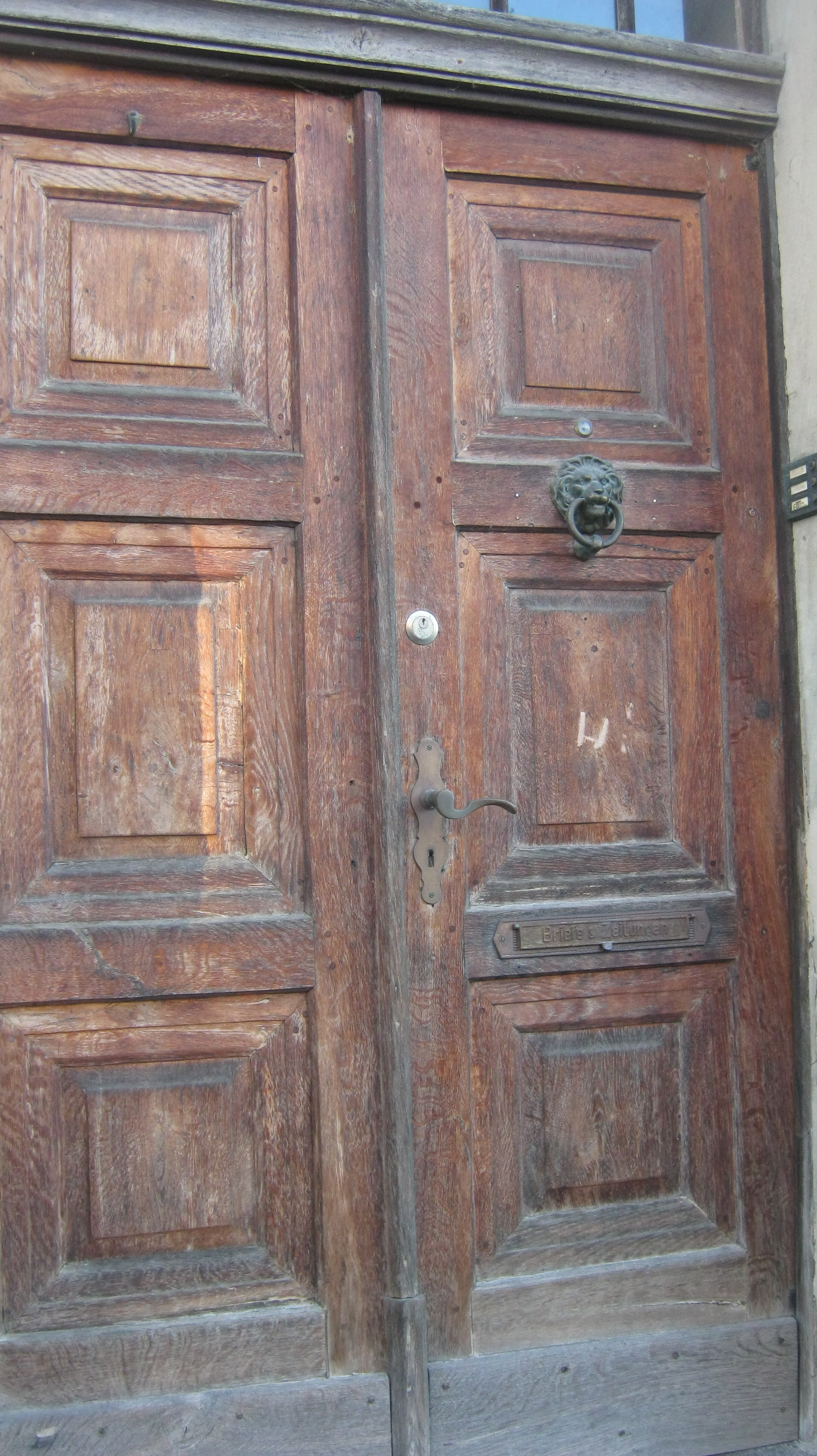
Die historische Eingangstür

Die ehemalige Brauerei Nörvenich befand sich im Haus Zülpicher Straße 2 in Nörvenich im Kreis Düren.
Die Brauerei wurde im Volksmund „en de Möht“ genannt. Mit Möht war eine Kanne gemeint, mit der man aus der betriebenen Brauerei sein Bier holte. Eine in den 1940er Jahren verstorbene Frau, die in ihrer Jugend hier als „Dienstmädchen“ gearbeitet hatte, hieß bei den alten Nörvenichern „Möhte Liesche“.
Als erster Eigentümer des Grundstücks, das zu Beginn des 19. Jahrhunderts mit einem Vierseithof bebaut war, ist die Witwe von Michael Hilden feststellbar. Michael Hilden wird in der Aufstellung der französischen Behörden als „Cabaretier“, das französische Wort für Schankwirt, aufgeführt. In Geburtsurkunden von 1800 und 1802 hat der Standesbeamte „bierzäpfer“ eingetragen. Michael Hilden ist 1803 verstorben. 
Später gehörte das Grundstück Laurentius Winands, seinem Schwiegersohn. Er verstarb 1846, sein Beruf wurde immer mit Ackerer angegeben. Johann Wilhelm Winands, der 1808 geborene Sohn von Laurenz, heiratete 1838 Catharina Oepen aus Irresheim. Er war Brauer und hat im elterlichen Anwesen die Brauerei aufgebaut. Vielleicht konnte er noch Anlagen benutzen oder ausbauen, die der „Bierzäpfer“ Michael Hilden schon benutzt hatte, wenn auch nicht überliefert ist, dass M. Hilden das ausgeschenkte Bier selbst gebraut hat. Johann Wilhelm Winands ist 1890 verstorben. Sein Sohn Joseph wird in amtlichen Unterlagen mehrfach als Bierbrauereibesitzer bezeichnet. Er ist 1909 im Alter von 67 Jahren verstorben. Um diese Zeit ist die Brauerei eingestellt worden.
Von dem alten Brauhaus sind noch die ausgedehnten gewölbten, gemauerten Kellerräume erhalten, in denen das Bier kühl gelagert werde konnte. Außerdem ist um 1980 im Hof ein relativ großer ausgemauerter Brunnen entdeckt worden.
In alter Zeit wurde das Bier mit Pferd und Wagen über die Dörfer gefahren. Besonders an den Kirmestagen dürfte der Absatz groß gewesen sein. Wer sich das erlauben konnte, legte sich zu diesem höchsten und einzigen Fest des Jahres ein Fässchen in den Keller. Da es keine künstliche Kühlung gab, musste es bald getrunken werden.
Etwa 1909 zog der Amtsrentmeister Gottfried Boch in das Haus, in dem auch die Amtskasse der Bürgermeisterei Nörvenich untergebracht war. Später, vermutlich 1918, hat der Apotheker Jakob Schorn das Haus gekauft und hier seine Apotheke eingerichtet, die bis in die 1970er Jahre bestand.